# Хиллман, Крис
Крис Хиллман (англ. Chris Hillman, род. 4 декабря 1944, Лос-Анджелес, Калифорния, США) — американский певец, автор песен и музыкант. Наиболее известен как один из основоположников калифорнийского кантри-рока и член трёх влиятельных групп в этом жанре — The Byrds, The Flying Burrito Brothers и The Desert Rose Band.
В ансамблях Хиллман обычно не находился в центре внимания (не был бэнд-лидером или фронтменом), но являлся «закулисной» фигурой, значительно влиявшей на их творчество: сочинял песни, аккомпанировал, исполнял вокальные гармонии, занимался аранжировками. В составе The Byrds в 1991 году включен в Зал славы рок-н-ролла.

## Биография
Хиллман вырос в Лос-Анджелесе, слушая Спэйда Кули и Клиффи Стоуна, и со временем освоил гитару. В старших классах сильно увлекался музыкой Лефти Фризелла и Билла Монро. В начале 1960-х годов он с банджоистом Кенни Уэртцом, а также певцом, гитаристом и автором песен Лэрри Мюрреем собрал группу The Scottsville Squirrel Barkers и записал альбом. Вскоре он присоединился к The Golden State Boys, где играл с Верном Госдином, Рэксом Госдином и банджоистом Доном Пармли. Изменив название на Hillmen, команда выпустила один альбом и распалась. Однако их продюсер Джим Диксон также работал с группой The Byrds, в которую и пригласил Хиллмана в качестве бас-гитариста.
Присоединившись к The Byrds последним в конце 1964 года, Хиллман не играл значимой роли в коллективе до выхода альбома Younger Than Yesterday (1967), который содержал несколько его композиций. Одни из наиболее известных песен, написанных Хиллманом для The Byrds — «Time Between» и «So You Want to Be a Rock and Roll Star» (последняя — в соавторстве Роджером Макгуинном). Его басовые партии в «блуждающей» джазовой манере принесли ему уважение со стороны искушенных рокеров, но вскоре стала очевидной тяга Хиллмана к его кантри-корням. В итоге именно он направил стиль The Byrds в этом направлении ещё до того, как к группе присоединились Кларенс Уайт и Грэм Парсонс.
Далее Хиллман в составе The Byrds участвовал в записи широко признанного альбома Sweetheart Of The Rodeo (1968). В том же году они с Парсонсом покинули группу и создали коллектив The Flying Burrito Brothers, где Хиллман играл на гитаре и сочинил в соавторстве с Парсонсом такие песни как «Sin City», «Wheels» и «Devil in Disguise (Christine’s Tune)». В группе они продолжали развивать свое гибридное звучание, сочетая энергию рок-музыки с лиричностью кантри, записав значимые для кантри-рока альбомы Gilded Palace of Sin (1969) и Burrito Deluxe (1970). После ухода Парсонса из группы в 1971 году Хиллман выпустил с ней ещё две, но уже менее успешные пластинки, и тоже покинул коллектив.
Его последующие группы в 1970-е и 1980-е годы включали Manassas (со Стивеном Стиллзом в 1972—1973 году); Souther, Hillman, Furay Band (с Джоном Саутером и Ричи Форэем в 1974—1975 году); McGuinn, Clark, and Hillman (с Роджером Макгуинном и Джином Кларком в 1979—1980 году). В составе последней Хиллман записал хит «Don’t You Write Her Off», вошедший в Топ-40 чарта Hot 100. В перерывах между работой в этих коллективах Хиллман выпустил два сольных альбома: Slippin’ Away (1976) и Clear Sailin’ (1977). Также он на короткое время возвращался в состав группы The Byrds. В 1982 году Хиллман записал свою третью сольную работу — классический кантри-альбом Morning Sky.
В 1984 году Хиллман представил вдохновленный блюграссом альбом Desert Rose, перезапустив свою карьеру уже в мейнстриме кантри — на пике популярности неотрадиционализма. Годом позже он сыграл серию концертов с гитаристом и банджоистом Хербом Педерсеном, басистом Биллом Брайсоном и гитаристом Джоном Джоргенсоном. Данное сотрудничество вылилось в создание группы The Desert Rose Band, куда также вошли слайд-гитарист Джей Манесс и ударник Стив Данкан. Высокий уровень исполнения, яркое, ритмичное и свежее звучание первых двух альбомов принесло группе в 1987—1990 годах череду хитов Top 10 в чарте Hot Country Songs. Среди них были «Love Reunited», «One Step Forward», «He’s Back and I’m Blue» и «I Still Believe in You» (последние две возглавили этот чарт). В 1990 году Хиллман воссоединился с The Byrds, записав четыре новых песни для большого сборника их творчества, а годом позже в составе группы был посвящен в Зал славы рок-н-ролла. Между тем успех The Desert Rose Band пошел на спад, последовали смены составов и в результате к 1994 году группа распалась.
В середине 1990-х годов Хиллман и Педерсен работали дуэтом и записали более традиционную кантри-пластинку Bakersfield Bound (1996). В 1998 году Хиллман вернулся к сольной работе, выпустив альбом Like A Hurricane, а также сделал несколько совместных альбомов с Тони Райсом, Лэрри Райсом и Педерсеном. После короткого перерыва он совместно с Педерсеном представил альбом Way Out West (2002), состоявший из 17 разнообразных песен в жанрах кантри, рутс-рок, американа и фолк. Сольный альбом Хиллмана The Other Side (2005) отражал его христианские воззрения и содержал нестандартные, вдохновлённые блюграссом, версии песен «Eight Miles High» и «It Doesn’t Matter» (из репертуара The Byrds и Manassas соответственно). В 2004 году Хиллман получил награду Americana Music Awards «За жизненные достижения в исполнении». Продолжая дальнейшее сотрудничество с Педерсеном, он выпустил диск At Edwards Barn (2010) — своеобразную ретроспективу карьеры обоих музыкантов, записанную «живьём» во время их благотворительного концерта для церкви в городе Нипомо, Калифорния.
В 2010-е годы Хиллман продолжил гастролировать с Педерсеном, который стал исполнительным продюсером его нового сольного проекта Bidin' My Time (2017). Продюсером этого альбома выступил Том Петти.

## Дискография
- Slippin' Away (1976)
- Clear Sailin (1977)
- Morning Sky (1982)
- Desert Rose (1984)
- Like a Hurricane (1998)
- The Other Side (2005)
- Bidin’ My Time (2017)